# ITゼネコン
ITゼネコンとは、建設業界のゼネコンと同じように、情報処理産業において官公需を寡占する大手のシステムインテグレーター（SIer）のこと。またはそれらが形成する多重の下請け構造のことである。

## 概説
ゼネコンとは、元請負者として工事を一式で発注者から直接請負い、工事全体のとりまとめを行う建設業者を指す。現在の日本では、建設業界と同様に、IT業界においても元請け、下請け、孫受けの多重構造が形成されている。
NTT系列や国内大手ITベンダー（日立、NEC、富士通）の三社、外資系ITベンダー（IBM、HP、Oracleなど）系列のSIerが大手の顧客を囲い込み、インフラ構築からコンピュータ機器の設置、納入後の運用メンテナンスに至るまでを一括受注して利益を得ており、実際のプログラミングやテスト作業を中小のSIerに丸投げしている状態となっている。このようなIT業界の構造を揶揄して、「ITゼネコン」という用語が批判的文脈で使用されるケースが近年多くなってきている（なお、下請けのプログラマは「デジタル土方」という言葉で揶揄されている）。また、システムの規模の計算は、人数と日数の掛け算の「人月計算」という単純な方法で金額が決められて発注が行われるため、この点においても建設業界のゼネコンの構造と類似している。
そして何より、官公需の独占がある。経済産業研究所の報告書によると、平成13年度の政府調達において、NTTグループで全体のシェアの4割、ITゼネコン大手4グループ（NTTグループ、日立グループ、NECグループ、富士通グループのいわゆる「旧電電ファミリー企業」）で6割、ITゼネコン大手10グループで8割を受注している。政府調達は巨額であり、市場規模は中央官庁と地方自治体を合わせて約2.2兆円にのぼる。これは日本のIT産業の約2割のシェアを占める。

## スキャンダル
- 1989年（平成元年） - 富士通が広島市水道局のシステムを1円入札したことが発覚した[5]。
- 1997年（平成9年） - オウム真理教の関連会社が、日本国政府機関や大企業が絡むコンピューターシステムのソフト開発業務を受注していたオウム真理教ソフト開発業務受注問題が発覚した。
- 2001年（平成13年） - 公正取引委員会はNTTデータ、日本IBM、日本ユニシス、松下通信工業に対して、超安値落札が不当廉売（独占禁止法第19条6項）に当たる恐れがあるとの注意を行った[6]。NTTデータは当初予算5億5210万円のシステムを1万円で落札したとされる。
- 2002年（平成14年） - 公正取引委員会はNTTデータ、日立、富士通に対して超安値落札が不当廉売（独占禁止法第19条6項）に当たる恐れがあるとの警告を行った[7][8][9]。
- 2007年（平成19年） - 年金記録問題が発覚。1967年度以来、1兆4000億円を費やしたシステム運用にかかる不備、システム化される以前の記録管理の杜撰さが顕在化された。NTTデータは1兆632億円、日立は3558億円を売り上げる一方で、15人の天下りを受け入れていた[10]。

## ITゼネコン登場の背景
通常、大手企業や官公庁の仕事を受注するには経営規模が大きい方が有利である。中小のSIerが直接受注したとしても、開発リソース等の面で要求に応えきれない。また万が一システム開発に失敗し多額の損害賠償を求められた場合に、資金的なリスクを負担しきれない。例えばスルガ銀行が日本IBMに対し、システム開発失敗に伴う損害賠償として111億7000万円の支払を求める訴訟を起こした。
このような問題に対しジョイントベンチャーなどで対応できる。マルチベンダー開発ともいわれるが、
- ベンダー同士による連携コストが高い
- 機能で切り分けても共通処理・非機能要件・想定外な部分であいまいになりマネジメントしづらい
- 問題発生時に責任の所在が不明になりやすい

など問題もあり発注者の負担も大きくなる。結果、システム構築でマネジメント力のない発注者は大規模開発ができる大手ITベンダーに発注する流れとなっている。
技術的な問題として、各社独自の設計様式がある。メインフレームの時代、大手コンピュータメーカーの提供する大型コンピュータの仕様は非公開であり、他のメーカーは保守や改修に関わりづらかった。そのため、1つのSIerが受注した後は、同じSIerに対して費用を払い続けるという構造が成立していた。その後、オープンシステムが普及し、異なるSIerがシステムの保守・運用に途中から参入することが容易になると期待された。しかしオープンシステムでも既に完成したプログラムの内部仕様を開発元以外のSIerが把握することは難しかった。技術的には、昔から出入りしていた企業の既得権益は守られやすいのである（ベンダロックイン）。
最大の要因は、政府調達制度が単年度会計原則であるため、「初年度安値落札・次年度以降随意契約ビジネスモデル」が一般的となり、次年度以降の高額な随意契約を暗黙の前提として、初年度は極端な安値落札を行うというビジネスモデルが慣習化していることである。1円入札が行われる場合すらある。このようなルールの下では、役所の仕組みに精通し、初年度の赤字に耐える経営体力のある大企業が圧倒的に有利で、中小企業の新規参入は難しい。
天下りの問題がある。ITゼネコンは官僚の天下りを受け入れたことで、官公庁との太いパイプを維持してきた。例えばNTTデータやその関連会社は、厚生労働省や社会保険庁の官僚を受け入れた一方で、契約見直しの最中であったこと等から正式な利用契約の締結まで至っておらず、年間1000億円、累計1兆円もの取引を行っていたことが、年金記録問題で明らかになった。天下りによる癒着で随意契約すら形骸化しており、天下りを受け入れていない中小のSIerの参入機会は皆無なのである。現在は各業者も見直しを行っており、天下りの受け入れは減っている。
このようにして、旧電電ファミリー企業のように昔から役所に出入りしていた大企業が利幅の大きな公共事業を押さえて、ITゼネコン化していった。

## ITゼネコンの弊害
池田信夫は地球シミュレータを例に挙げて、ITゼネコンによる税金と人材の浪費を批判している。この構造が非効率的でデジタル化の進展を妨げる原因であると主張されている。
情報通信白書によると、売上高が80億ドル（約1兆円）を超える日本の主要ICTベンダーは、大半が1950年代以前に設立されており、1960年代以降に設立されたのはNTTから分社化した、NTTデータのみである。経済産業研究所の報告書でも、政府調達に中小企業が参入できない現状が指摘されている。
Sler業界で働く大半が指示された単純な仕事をこなすだけとなり、高度な技能を有する人材が不足する原因ともされる。ソフトウェア技術者でライターでもある中島聡は自らのブログで、上流のエンジニアが設計し下流のエンジニアがコーディングするという建築業界のような下請け構造が日本のソフトウェアの国際競争力を失わせたのではないかと指摘し、批判している。
技術者経歴を偽装することも指摘されている。

## 政府調達制度の改革
- 2001年（平成13年）12月 - 情報システムに係る政府調達府省連絡会議の設置。
- 2002年（平成14年）3月 - 「情報システムに係る政府調達制度の見直しについて」を策定[23]。
- 2007年（平成19年）3月 - 「情報システムに係る政府調達の基本指針」を決定[24]。